# Джорджеску, Елена
Елена Джорджеску (рум. Elena Georgescu; род. 10 апреля 1964, Бухарест), в девичестве Неделку (рум. Nedelcu) — румынская гребная рулевая, выступавшая за сборную Румынии по академической гребле в 1990-х и 2000-х годах. Трёхкратная олимпийская чемпионка, четырёхкратная чемпионка мира, чемпионка Европы, победительница и призёрка многих регат национального значения.

## Биография
Елена Неделку родилась 10 апреля 1964 года в Бухаресте, Румыния. Заниматься академической греблей начала в 1979 году, проходила подготовку в столичном гребном клубе «Динамо».
Дебютировала в гребле на взрослом международном уровне в сезоне 1983 года, когда вошла в основной состав румынской национальной сборной и выступила на чемпионате мира в Дуйсбурге, где заняла пятое место в зачёте распашных рулевых восьмёрок.
В 1990 году на мировом первенстве в Тасмании одержала победу в восьмёрках.
В 1991 году побывала на чемпионате мира в Вене, откуда привезла награду бронзового достоинства, выигранную в восьмёрках — в решающем финальном заезде пропустила вперёд только экипажи из Канады и Советского Союза.
Благодаря череде удачных выступлений удостоилась права защищать честь страны на летних Олимпийских играх 1992 года в Барселоне. В составе экипажа, куда также вошли гребчихи Вероника Некула, Адрьяна Базон, Мария Пэдурару, Дойна Робу, Вьорика Лепэдату, Дойна Шнеп-Бэлан, Йоана Олтяну и Юлия Булие, в финале восьмёрок пришла к финишу второй позади команды из Канады и тем самым завоевала серебряную олимпийскую медаль.
На Олимпийских играх 1996 года в Атланте вновь стартовала в восьмёрках — на сей раз обошла всех своих соперниц и получила олимпийское золото.
В 1997 году в восьмёрках была лучшей на трёх этапах Кубка мира и на мировом первенстве в Эгбелете.
В 1998 году в той же дисциплине выиграла два этапа Кубка мира и чемпионат мира в Кёльне.
На мировом первенстве 1999 года в Сент-Катаринсе вновь победила в восьмёрках, став таким образом четырёхкратной чемпионкой мира по академической гребле.
В 2000 году стала почётного гражданина Бухареста.
Находясь в числе лидеров гребной команды Румынии, благополучно прошла отбор на Олимпийские игры 2000 года в Сиднее — здесь добавила в послужной список ещё одну золотую олимпийскую медаль, полученную в восьмёрках.
В 2003 году на чемпионате мира в Милане стала серебряной призёркой в восьмёрках.
На Олимпийских играх 2004 года в Афинах в третий раз подряд одержала победу в дисциплине восьмёрок.
После афинской Олимпиады Джорджеску осталась в составе румынской национальной сборной на ещё один олимпийский цикл и продолжила принимать участие в крупнейших международных регатах. Так, в 2007 году в восьмёрках она выиграла серебряную медаль на мировом первенстве в Мюнхене и золотую медаль на чемпионате Европы в Познани.
В 2008 году на Олимпийских играх в Пекине в возрасте 44 лет стала бронзовой призёркой в восьмёрках и на этом приняла решение завершить спортивную карьеру.